# Sidney Gutierrez
Sidney McNeill Gutierrez (Albuquerque, 27 juni 1951) is een Amerikaans voormalig ruimtevaarder. Gutierrez zijn eerste ruimtevlucht was STS-40 met de spaceshuttle Columbia en vond plaats op 5 juni 1991. Tijdens de missie werden er verschillende experimenten gedaan in de Spacelab module.
Gutierrez maakte deel uit van NASA Astronaut Group 10. Deze groep van 17 astronauten begon hun training in 1984 en werden in juni 1985 astronaut. In totaal heeft hij twee ruimtevluchten op zijn naam staan. In 1994 verliet hij NASA en ging hij als astronaut met pensioen.